# Ultimatum (Ultimate Marvel)
Ultimatum es un comic book de serie limitada compuesta por cinco números, publicada en 2008 por Marvel Comics con el sello editorial Ultimate Marvel (denominado "Tierra-1610"), escrito por el estadounidense Jeph Loeb e ilustrado por David Finch, la serie vincula las publicaciones de Ultimate como Ultimate Spider-Man, Ultimate X-Men, The Ultimates y Ultimate Fantastic Four, ya que la historia se construye desde todos estos ángulos.
El tema inicial presenta el conflicto entre el mutante Magneto contra la humanidad tras la muerte aparente de la Bruja Escarlata y Quicksilver, que dio origen en The Ultimates 3.
La primera edición se lanzó en noviembre de 2008 y tuvo una buena recepción comercial en los Estados Unidos, alcanzando la posición número uno en ventas con más de 100.000 copias vendidas, sin embargo, las ventas cayeron a partir de la segunda publicación con más de 25.000 copias menos vendidas. A lo largo de sus nueve meses de publicación Ultimatum perdió un estimado de 30.000 lectores. A pesar de las ventas relativamente fuertes, la serie recibió críticas negativas al concluir su publicación.

## Argumento

### Antecedentes
Algunos elementos de la historia de Ultimátum fueron establecidos en las series Ultimates 3, Ultimate Power y Ultimate Origins, todas las cuales contaron con un cartel con el texto "Marcha al Ultimátum" en sus portadas. Durante los tres primeros títulos (Ultimate X-Men, Ultimate Spider-Man, y Ultimate Fantastic Four) presentaron historias enlazadas sobre varios personajes y eventos que ocurrieron a lo largo de la serie. Principalmente fue construida sobre la base de los acontecimientos de Ultimates 3, en el que Ultron asesina a la Bruja Escarlata. La rebelión de Ultron y la muerte de Wanda condujeron a una serie de eventos que finalizaron con la aparente muerte del hermano de Wanda, Quicksilver (Pietro Maximoff) —por un disparo de Ojo de Halcón cuando Quicksilver utilizó su supervelocidad para interceptar la bala destinada a su padre. Magneto jura venganza contra los Ultimates, declarando: "Por lo que han hecho, tendrán que pagar el precio más alto." Antes de escapar de los Ultimates, Magneto es capaz de robar el martillo de Thor. —en este Universo de Marvel, casi cualquier persona puede sostener el martillo, a diferencia de la historia principal. Además, se reveló que el Doctor Doom estaba manipulando la situación.

### Sinopsis
Una serie de desastres caen sobre algunas ciudades importantes: una tormenta eléctrica aparece repentinamente en Nueva York y un tsunami golpea Manhattan. Mr. Fantástico y la Mujer Invisible intentan regresar al Edificio Baxter, mientras que la Mole trata de contener a una ballena que se ha estrellado contra una ballena. Giant Man escapa de la Mansión de Tony Stark en busca de la Avispa. En las calles inundadas de la Ciudad de Nueva York, Bruce Banner parece haberse ahogado solo para convertirse en Hulk. Spider-Man intenta ayudar en los esfuerzos de rescate. Ángel transporta a una inconsciente Dazzler hacia la parte superior de un edificio. Iron Man rescata al Capitán América, informando que muchas personas han muerto y que él no sabe dónde está el resto de los Ultimates. La Mujer Invisible utiliza un campo de fuerza masivo para mover toda el agua fuera de la ciudad sin afectar a la población civil o a los edificios, pero esto la pone en un estado de coma. En Latveria, el Doctor Doom sale de su castillo y descubre que todos han sido congelados a excepción de él. El Profesor X afirma que millones de personas han muerto, e informa telepáticamente a varios de los superhéroes del mundo que Magneto es responsable de la destrucción, después de haber hecho uso de un ataque del fin del mundo que Xavier sabía que tenía, pero nunca creyó que lo utilizaría. Se revela entonces que Magneto se encuentra en una ciudadela flotante con el martillo de Thor, Mjolnir.
Como consecuencia, la Antorcha Humana está desaparecida. Mr. Fantástica está en busca de Namor, a quien cree responsable de la destrucción generalizada. Dazzler, Bestia y Nightcrawler están muertos, y el resto de los X-Men comienzan una búsqueda por sobrevivientes. Hulk de repente llega y pacíficamente ayuda a Spider-Man en los esfuerzos de rescate. En el Triskelion, Iron Man llega con un inconsciente Capitán América, quien es puesto en soporte vital. Hawkeye ayuda a Hank Pym a buscar a la Avispa, pero descubren a Blob devorando su cuerpo. Enfurecido y perturbado, el gigante Pym muerde la cabeza de Blob para después comérselo a él. De vuelta al edificio Baxter, la Mole vigila a la Mujer Invisible en coma, cuyos poderes arremeten contra él. Mientras tanto, el Doctor Doom y Zarda confrontan a Reed Richards, y forjan un plan para recuperar a Nick Fury del Universo del Poder Supremo. Thor, al encontrar el cuerpo sin vida de Valquiria, entra a Valhalla para reclamar su alma. Él entonces se enfrenta a Hela, quien obliga a Thor a luchar contra su ejército de guerreros caídos para llegar con Valquiria. El Capitán América aparece de repente en Valhalla, implicando que ha muerto. Mientras tanto, en el Instituto Xavier Para Jóvenes Súper Dotados, Magneto se enfrenta al Profesor X, y le dice que las muertes de Quicksilver y la Bruja Escarlata lo han impulsado a exterminar a toda la raza humana. A continuación mata a Xavier y escapa.
Mientras los X-Men lamentaban las muertes de sus compañeros caídos, Jean Grey se entera telepáticamente de la muerte del Profesor X, por lo que le informa a los demás. En la ciudadela de Magneto, un clon de Jamie Madrox llega con una bomba atada a su pecho, acusando a Magneto de traicionar a su propia raza, pero Magneto no es disuadido de su camino genocida. En Valhalla, Thor se sacrifica para salvar a Valquiria y al Capitán América de Hela. Capitán América despierta, ya curado, y anuncia que Thor ha muerto. Una horda de duplicados de Jamie Madrox (solo una de las muchas hordas suicidas enviadas por Magneto para volar objetivos en todo el mundo) ataca al Triskelion justo cuando Hank llega. Él instruye a Iron Man para tomar el cuerpo de la Avispa y encontrar un archivo titulado "El Proyecto Yocasta". Él a continuación dirige todos los clones de Madrox hacia el mar, donde se permite a sí mismo ser destruido junto con ellos. El Capitán América le ordena a los Ultimates que reúnan a todos los héroes restantes, para guiarlos en un asalto a la ciudadela de Magneto.
Kitty Pride va en busca de Spider-Man, quien fue atrapado en una explosión dentro del Sanctum Sanctorum, hogar del Doctor Strange. Ella y Spider-Woman encuentran su máscara, y asumen que ha muerto. La casa de Strange es destruida por una explosión, y cuando Dormammu aparece, Strange se enfrenta a él. Dormammu, quien está canalizando la llama de la Antorcha Humana, mata al Doctor Strange. Mientras tanto, en el Universo del Poder Supremo, Richards, Doom, Zarda y Arcanna encuentran al exiliado Nick Fury. Fury revela que él sabía del plan de Magneto, y obliga a Doom revelar que él es responsable de la muerte de la Bruja Escarlata. Doom explica que él la mató en un intento de derrocar a la humanidad por sí mismo, pero nunca esperó que Magneto buscara venganza contra el mundo. Zarda se siente indignada sobre que Doom instigó el asesinato en masa de Magneto.
De vuelta al Universo Ultimate, los Ultimates y Wolverine se enfrentan a Magneto en su ciudadela. Ángel también llega, pero es inmediatamente asesinado por Sabretooth. Hawkeye ciega a Sabretooth tras haberle disparado en el ojo. El brazo de Magneto es entonces cortado por Valquiria, quien está tratando de recuperar el martillo de Thor. Magneto a continuación corta la garganta de Valquiria, pero esto no la mata. El Capitán América ataca a Magneto, y en respuesta, Magneto derrumba el techo sobre ellos, atrapándolos en los escombros. Él huye y cauteriza su brazo con sus habilidades magnéticas. Él entonces se enfrenta a Cíclope, Jean Grey, Wolverine, Storm, Hawkeye y Iron Man. Magneto mata a Wolverine al arrancarle el adamantium de sus huesos y afectando sus células de tal manera que no pueda regenerarse. Nick Fury llega con Mr. Fantástico, el Doctor Doom y Zarda, e implementa su plan de contingencia. Utilizando la telepatía de Jean, Fury transmite sus memorias a Magneto, demostrándole que la existencia de los mutantes era en realidad el resultado de un experimento genético erróneo del súper soldado (la fusión de la sangre del súper soldado de Nick Fury con el ADN de Wolverine se conoció a partir de entonces como "Mutante Zero"), y no el "llamado divino" que Magneto siempre había pensado que era. Desilusionado, Magneto inmediatamente revierte el daño que había hecho a los polos magnéticos de la Tierra. A pesar de insistir en que Charles Xavier lo habría perdonado, Cíclope desintegra la cabeza de Magneto con su rayo óptico. Los héroes destruyen la ciudadela y se van.
Ocho días más tarde, el mundo ha comenzado a recuperarse de la devastación. Cíclope da un discurso en Washington D. C. ante una multitud de manifestantes anti-mutantes. Él reconoce los crímenes de Magneto, pero aboga por la paz entre humanos y mutantes. También anuncia que el Congreso está votando sobre un proyecto de ley que requerirá que todos los mutantes se integren al gobierno de los Estados Unidos o serán ejecutados. Sin embargo, Cíclope es disparado fatalmente en la cabeza por un asesino desconocido. Mientras tanto, la Mole viaja a Latveria y mata al Dr. Doom después de haber sido informado por Reed Richards que en cada uno de los millones de escenarios alternativos que pudieran seguir, el mundo siempre sufriría bajo el gobierno del Doctor Doom o de sus maquinaciones a menos que él fuera asesinado. En Wundagore, se revela que Quicksilver está vivo, y revela que él fue el que asesinó a Cíclope. Él a continuación toma el casco de Magneto y jura llevar a cabo el sueño de su padre, al mismo tiempo que está en presencia de una mujer cuya identidad se oculta en las sombras, aunque es muy probable que sea la Bruja Escarlata.

## Recepción
A pesar de la gran cantidad de copias vendidas, Ultimatum recibió muchas críticas negativas desde su finalización. Jesse Schedeen del sitio web IGN escribió una mordaz reseña sobre la última publicación de la serie, diciendo: "Ultimatum es uno de los peores cómics que jamás he leído" llegando a llamarlo "la ultimate pesadilla". Muchas de las críticas de las reseñas apuntaban al alto nivel de violencia gráfica, que incluye canibalismo, y al hecho de que utilizaron este hecho para vender copias; algunas reseñas señalaron como problema los diálogos de Loeb, la innecesaria cantidad de muerte, la caracterización y la narrativa, mientras que otros comentaron sobre la falta de originalidad de la historia. Otros opinaron que la serie hubiese estado mejor en manos de alguien que previamente hubiese estado más involucrado en la línea Ultimate Marvel, como pudiera haber sido Brian Michael Bendis o Mark Millar. También recibió críticas por la poca verosimilitud científica de que Magneto pudiese desplazar los polos magnéticos para crear un desastre ecológico.
A pesar de las reseñas negativas de la serie en general, las críticas iniciales sobre las primeras series no lo fueron tanto. A menudo citaron los dibujos de David Finch como uno de los mejores aspectos de Ultimatum. Andrew C. Murphy de Weekly Comic Book Review le otorgó al primer lanzamiento de la serie un B+, alabando sobre todo los dibujos de Finch, mientras que Ben Berger le dio una C y comentó que la introducción era demasiado amplia, aunque finamlmente también alabó los dibujos de Finch.
| Año  | Comic book                                | Calificaciones profesionales | Calificaciones profesionales | Calificaciones profesionales | Calificaciones profesionales | Calificaciones profesionales |
| Año  | Comic book                                | Marvel Comics                | IGN                          | GCD                          | Weekly Comic Book Review     |                              |
| ---- | ----------------------------------------- | ---------------------------- | ---------------------------- | ---------------------------- | ---------------------------- | ---------------------------- |
| 2008 | Ultimatum 1: Tres reyes                   | [ 13 ]                       | [ 14 ]                       | [ 15 ]                       | B+ C                         |                              |
| 2008 | Ultimatum 2: La muerte le sienta tan bien | [ 17 ]                       | [ 18 ]                       | [ 19 ]                       | B+ C                         |                              |
| 2009 | Ultimatum 3: El cielo en la Tierra        | [ 20 ]                       | [ 21 ]                       | [ 22 ]                       | B+ C                         |                              |
| 2009 | Ultimatum 4: Un tiempo para morir         | [ 23 ]                       | [ 24 ]                       | [ 25 ]                       | B+ C                         |                              |
| 2009 | Ultimatum 5: La cruda realidad            | [ 26 ]                       | [ 5 ]                        | [ 27 ]                       | B+ C                         |                              |

## Muertes
- Angel - Asesinado y parcialmente devorado por Dientes de Sable. (Ultimatum #4)
- Bestia - Ahogado por las masivas alteraciones climáticas provocadas por Magneto. (Ultimatum #1)
- Blob – muerto por Hank Pym. (Ultimatum #3)
- Cannonball – Muerto por Jamie Madrox. (Ultimatum #3)
- Captain Britain – Muerto de una explosión causada por Madrox. (Ultimate X-Men #100)
- Cypher – Probablemente muerto por Madrox, fue encontrado junto a otras víctimas. (Ultimate X-Men: Requiem)
- Cíclope - Muerto de un disparo en la cabeza por Quicksilver. (Ultimatum #5)
- Daredevil – Encontrado muerto por Spider-Man. Probablemente ahogado por las masivas alteraciones climáticas provocadas por Magneto. (Ultimate Spider-Man #131)
- Dazzler - Ahogada por las masivas alteraciones climáticas provocadas por Magneto. (Ultimatum #1)
- Detonator - Torturado y asesinado por Dientes de Sable. (Ultimatum #3)
- Doctor Strange - Asesinado por Dormammu al reventarle la cabeza y el cuerpo. (Ultimatum #4)
- Emma Frost - Muerta de una explosión causada por Madrox. (Ultimatum #3)
- Forge - Torturado y asesinado por Dientes de Sable. (Ultimatum #3)
- Franklin Storm - Ahogado por las masivas alteraciones climáticas provocadas por Magneto. (Ultimate Fantastic Four #58)
- Hard-Drive - Torturado y asesinado por Dientes de Sable. (Ultimatum #3)
- Hank Pym - Muerto de una explosión por Madrox.  (Ultimatum #3)
- Juggernaut - Muerto por un soldado Centinela, fue envenenado por un disparo. (Ultimate X-Men #99)
- Longshot - Torturado y asesinado por Dientes de Sable. (Ultimatum #3)
- Lorelei - Asesinado por Wolverine. (Ultimate X-Men #100)
- Magneto - Decapitado por Cíclope. (Ultimatum #5)
- Nightcrawler - Ahogado por las masivas alteraciones climáticas provocadas por Magneto. (Ultimatum #1)
- Polaris - Muerta por Madrox. (Ultimatum #3)
- Professor X - Asesinado por Magneto al romperle el cuello. (Ultimatum #2)
- Psylocke - Anunciado muerto por Marvel, aunque su muerte nunca fue demostrada. (Ultimate X-Men: Requiem)
- Sunspot - Muerto por Madrox. (Ultimatum #3)
- Syndicate - Muerto por William Stryker. (Ultimate X-Men #99)
- Thor - Entregó su alma al Valhalla para salvar a Valkiria y Capitán América. (Ultimatum #3) posteriormente resucitado.
- Toad - Anunciado muerto por Marvel, aunque su muerte nunca fue demostrada.
- Wasp - Parcialmente comida por Blob. (Ultimatum #2)
- Wolverine - Asesinado por Magneto. (Ultimatum #5)

Presuntas muertes/Desaparecidos en acción:
- Estrella de Fuego - Desaparecida en acción, revelada como viva en Ultimate X #4
- Havok - Desaparecido en acción, revelado como vivo en Ultimate X #5
- Pesadilla - Presuntamente muerto luego que Hulk destruyese la Esfera de Acamantata del Doctor Extraño. (Ultimate Spider-Man #132)
- Spider-Man - Desaparecido luego que Hulk destruyese la mansión del Doctor Extraño. Su supervivencia fue revelada en Ultimatum: Requiem - Spider-Man #2
- Psylocke - Enlistada por Marvel como muerta (Ultimate X-Men: Requiem). Apareció viva en Ultimate Comic X-Men.
- Hombre Múltiple - Aparentemente asesinado por Wolverine (Ultimate X-Men #100), su supervivencia fue revelada en Ultimate Comics X-Men, sugiriendo que el Madrox asesinado por Wolverine era uno de sus dobles, no el original.
- Doctor Doom - Muerto por Thing en Ultimatum #5, revelado como vivo en Ultimate Future Fundation #1, y que fue Mary Storm la asesinada